# Józef Jankowski (pisarz)
Józef Jankowski (ur. 14 kwietnia 1865 w Wiśniewie, zm. 13 maja 1935 w Warszawie) – polski pisarz, poeta, dziennikarz.
Był synem Aleksandra Jankowskiego i Antoniny Jankowskiej z Mordazów. Uczęszczał do gimnazjum w Łomży, następnie do około 1888 roku studiował na wydziale filozoficznym Cesarskiego Uniwersytetu Warszawskiego. Miał zamiar zostać aktorem i ukończył szkołę dykcji i deklamacji przy Warszawskim Towarzystwie Muzycznym. Wyjechał do Paryża, gdzie studiował w École des Hautes Études Po powrocie do Warszawy zajął się działalnością literacką i dziennikarską: w latach 1896–1900 redagował „Kurier Świąteczny”, od 1905 do 1913 roku „Przyjaciela Dzieci”, a w latach 1909–1910 „Romans i Powieść”, dodatek do tygodnika „Świat”, przez pewien czas pełniąc także funkcję sekretarza redakcji tego czasopisma. W 1915 roku uległ częściowemu paraliżowi.
Interesował się filozofią Józefa Marii Hoene-Wrońskiego i przełożył kilkanaście jego dzieł. Był jednym z założycieli i prezesem powstałego w 1919 roku w Warszawie Instytutu Mesjanistycznego im. J.M. Hoene-Wrońskiego.

## Twórczość
- Staccato. Warszawa, 1892.[1]
- Strachy. Kaprys sceniczny w 1 odsłonie wierszem. Warszawa, 1893; wyd. nast. Warszawa, 1924.[2]
- Na majówce. Wierszem. Warszawa, 1894.
- Smutny rycerz. – Siostra Łucja. – Kamienne serce. – Chore dziecko. – Śpiąca królewna. Warszawa, 1894.[3]
- Żyje!... Obrazek dramatyczny w 1 a. Warszawa, 1894.[4]
- Rytmy i rymy. Warszawa, 1897.[5]
- „Samuel Zborowski” Juliusza Słowackiego. Myśli i wrażenia. Kraków, 1904.[6]
- Skoczek. Warszawa, 1904.[7]
- Kesa. Utwory dramatyczne i obrazy niknące. Warszawa, 1910.[8]
- Poezje. Seria liryczna.Warszawa, 1910.[9]
- Słoneczna rzeczywistość. Warszawa, 1913.[10]
- Z żywej strugi. Warszawa, 1913.[11]
- O jedno słowo. Misterium dramatyczne. Kraków, 1914.[12]
- Mina albo rozmowa o życiu. Sielanka dramatyczna. Warszawa, 1917.[13]
- Chrystus na wojnie. Warszawa, 1920.[14]
- Pielgrzym duchowy. Rymy przydrożne kwitnieniem pobożne. Warszawa, 1920.[15]
- Skry. Poezje. Warszawa, 1922.[16]
- Pan idzie!... Warszawa, 1924.[17]
- Miłość artysty. Szopen i pani Sand. Warszawa, 1927.[18]
- Eliasz. Warszawa, 1928.[19]
- Historie niezwykłe. Nowele. Warszawa, 1928.[20]
- Maria z Magdali. Warszawa, 1928.[21]
- Ślepy margrabia. Widowisko sceniczne w 3 a. z epilogiem.Warszawa, 1928.[22]
- Dwuwiersze. Warszawa, 1931.[23]
- Dwuwiersze. Pięć setek. Seria 2. Warszawa, 1933.[24]
- Sonety wstępujące. Od jedno- do piętnastozgłoskowego. Warszawa, 1934.[25]
- Mój kalendarzyk albo Agenda Ducha albo Droga do Ładu. Rymy duchowe. Warszawa (bez daty). rękopis:

## Przekłady
- Skarbczyk poezji chińskiej. Warszawa, 1902.[26]
- A. Czechow: Opowiadania. Warszawa, 1904.[27]
- Apulejusz: Z „Metamorfoz albo Złotego Osła”. Bajka o Amorze i Psyche. Warszawa, 1911.[28]
- H. Heine: Niemcy. Baśń zimowa. Warszawa, 1911.[29]
- Psalmy Dawidowe, które najprzedniejsze, na nowo przełożone. Warszawa, 1916.[30]
- Sédir: Obowiązek duchowy. Warszawa 1911, 1921, polona.pl
- Sédir: Droga prawdziwa do boga prawdziwego. Warszawa 1920, polona.pl
- Sédir: Wtajemniczenia. Warszawa 1920, 1924, polona.pl
- Sédir: O prawdziwej religii. Warszawa1920, polona.pl
- Sédir: Pieśń nad pieśniami. Warszawa 1921, polona.pl
- Sédir: Siły mistyczne i sprawowanie życiowe. Warszawa 1921, polona.pl
- Sédir: Lata dzicięce Chrystusa. Warszawa 1922, polona.pl
- Sédir: Energia ascetyczna. Warszawa 1923, polona.pl
- Sédir: Kilku przyjaciół Boga. Warszawa 1923,polona.pl
- Sédir: Trzy odczyty w Warszawie. Warszawa 1923, polona.pl
- Sédir: Siedem ogrodów mistycznych. Warszawa 1923, polona.pl
- Sédir: Kazanie na górze. warszawa 1924, polona.pl
- Sédir: Przyjaźni duchowe. Warszawa 1924, polona.pl
- Sédir: Ewangelia i problemat wiedzy. Warszawa 1925, polona.pl
- Sédir: Uzdrowienia Chrystusa. Warszawa 1925, polona.pl
- Sédir: Kształcenie woli. Warszawa 1927, polona.pl
- Didache, czyli nauka dwunastu apostołów. Warszawa 1923, polona.pl